# Resolutie 803 Veiligheidsraad Verenigde Naties
Resolutie 803 van de Veiligheidsraad van de Verenigde Naties werd op 28 januari 1993 unaniem aangenomen. De Veiligheidsraad verlengde de UNIFIL-vredesmacht in het zuiden van Libanon met een half jaar.

## Achtergrond
Na de Israëlische inval in Zuidelijk Libanon eind jaren 1970, stationeerden de Verenigde Naties de tijdelijke VN-macht UNIFIL in de streek. Die moest er de vrede handhaven totdat de Libanese overheid haar gezag opnieuw kon doen gelden. In 1982 viel Israël Libanon opnieuw binnen voor een oorlog met de Palestijnse PLO. Midden 1985 begon Israël met terugtrekkingen uit het land, maar geregeld vonden nieuwe aanvallen en invasies plaats.

## Inhoud
De Veiligheidsraad:
- herinnert aan de resoluties 425, 426, 501, 508, 509 en 520;
- bestudeerde het rapport van secretaris-generaal Boutros Boutros-Ghali over UNIFIL en neemt nota van zijn waarnemingen;
- neemt akte van de brief van Libanon;
- beantwoordt het verzoek van de Libanese overheid;

1. beslist het mandaat van UNIFIL met een verdere tijdelijke periode van zes maanden te verlengen, tot 31 juli 1993;
2. herhaalt zijn steun aan de territoriale integriteit, soevereiniteit en onafhankelijkheid van Libanon;
3. benadrukt de voorwaarden van de VN-macht en roept alle betrokken partijen op samen te werken met de VN-macht ter uitvoering van haar mandaat;
4. herhaalt dat de VN-macht haar mandaat volledig moet uitvoeren;
5. vraagt de secretaris-generaal de consultaties met de Libanese overheid en andere partijen over de uitvoering van deze resolutie voort te zetten en hierover te rapporteren.

## Verwante resoluties
- Resolutie 790 Veiligheidsraad Verenigde Naties (1992)
- Resolutie 799 Veiligheidsraad Verenigde Naties (1992)
- Resolutie 830 Veiligheidsraad Verenigde Naties
- Resolutie 852 Veiligheidsraad Verenigde Naties

Lijst ·  800 ·  801 ·  802 ·  803 ·  804 ·  805 ·  806 ·  807 ·  808 ·  809 ·  810 ·  811 ·  812 ·  813 ·  814 ·  815 ·  816 ·  817 ·  818 ·  819 ·  820 ·  821 ·  822 ·  823 ·  824 ·  825 ·  826 ·  827 ·  828 ·  829 ·  830 ·  831 ·  832 ·  833 ·  834 ·  835 ·  836 ·  837 ·  838 ·  839 ·  840 ·  841 ·  842 ·  843 ·  844 ·  845 ·  846 ·  847 ·  848 ·  849 ·  850 ·  851 ·  852 ·  853 ·  854 ·  855 ·  856 ·  857 ·  858 ·  859 ·  860 ·  861 ·  862 ·  863 ·  864 ·  865 ·  866 ·  867 ·  868 ·  869 ·  870 ·  871 ·  872 ·  873 ·  874 ·  875 ·  876 ·  877 ·  878 ·  879 ·  880 ·  881 ·  882 ·  883 ·  884 ·  885 ·  886 ·  887 ·  888 ·  889 ·  890 ·  891 ·  892